# Liste der Bodendenkmale in Jerichow
In der Liste der Bodendenkmale in Jerichow sind alle Bodendenkmale der Stadt Jerichow und ihrer Ortsteile aufgelistet. Grundlage ist die Auflistung von Johannes Schneider aus dem Jahr 1986 und die Veröffentlichung der Landesdenkmalliste mit Stand vom 25. Februar 2016. Die Baudenkmale sind in der Liste der Kulturdenkmale in Jerichow aufgeführt.
| Denkmal-ID | Fundart             | Ortsteil      | Bezeichnung                           | Zeitstellung | Lage                                               | Bemerkungen | Bild |
| ---------- | ------------------- | ------------- | ------------------------------------- | ------------ | -------------------------------------------------- | --- | ---- |
| 428300591  | Grabmal > Grabhügel | Jerichow      | Hügelgräberfeld, 28 Grabhügel         | Bronzezeit   | zwischen Tangermünde und Fischbeck (Lage)          | befindet sich in einer Auenlandschaft/Hochwassergebiet                                                                          |      |
| 428300582  | Befestigung > Burg  | Jerichow      | Burghügel mit Vorburg                 | Mittelalter  | Elbniederungsrand, dicht westlich der Stadt (Lage) | slawische, später deutsche Burganlage, nähe Altarm der Elbe, Burgstall,                                                         |      |
| 428300579  | Grabmal > Grabhügel | Großwulkow    | Hügelgräberfeld, 114 Hügel            | Bronzezeit   | Forst Havemark (Lage)                              | deutliche und hohe Anzahl von Hügeln, teilweise gekesselt, bzw. durch Forstpflug gestört                                        |      |
| 428300578  | Befestigung > Wall  | Großdemsin    | Burgwall                              | undatiert    | 1 km nördlich von Großdemsin ()                    | Anhöhe erkennbar, jedoch keine Hinweise auf einen Burgwall                                                                      |      |
| 428300583  | Befestigung > Burg  | Neuenklitsche | Niederungsburg mit Vorburg            | Mittelalter  | Stremmufer, nordöstlich (Lage)                     | Hügel befindet sich auf einer mit Entwässerungsgräben umschlossenen Insel.                                                      |      |
| 428300592  | Befestigung         | Seedorf       | Befestigung                           | Mittelalter  | am Elb-Havel-Kanal ()                              | beim Bau eines Gartenteiches neu entdeckte kastellartige Burganlage mit rundem Eckturm und Mauern aus Ziegel – Privatgrundstück |      |
| ?          |                     | Mangelsdorf   | Zweiteiliger Burgwall, Niederungsburg |              | Nördlich des Orts (Lage)                           | |      |